# Klespe (Lindlar)
Die Ortschaft Klespe mit etwa 40 Einwohnern ist ein Ortsteil der Gemeinde Lindlar, Oberbergischen Kreis im Regierungsbezirk Köln in Nordrhein-Westfalen (Deutschland).

## Lage und Beschreibung
Klespe liegt südwestlich von Lindlar sowie südlich und entlang der L299 am Lennefer Bach. Der Bereich entlang der L299 wird in der Mundart auch „Frische Luft“ genannt.

## Geschichte
Der Ort wurde 1467 das erste Mal als klespen urkundlich erwähnt.
1830 hatte Klespe 39 Einwohner.
Nach 1932 wurde Klespe von der Elektrizitätsgenossenschaft Overath mit Strom versorgt.

## Sehenswürdigkeiten
- zwei Fußfälle aus dem 18. Jahrhundert
- eine aus Dankbarkeit zu Gott errichtete Steinplatte. Als einmal ein verkrüppelter Mann zu Fuß nach Klespe kam, glaubten die Menschen den Teufel zu sehen. Der Mann machte aber glücklicherweise im Ort keinen Halt. Gott hatte Klespe so vor dem Teufel bewahrt.

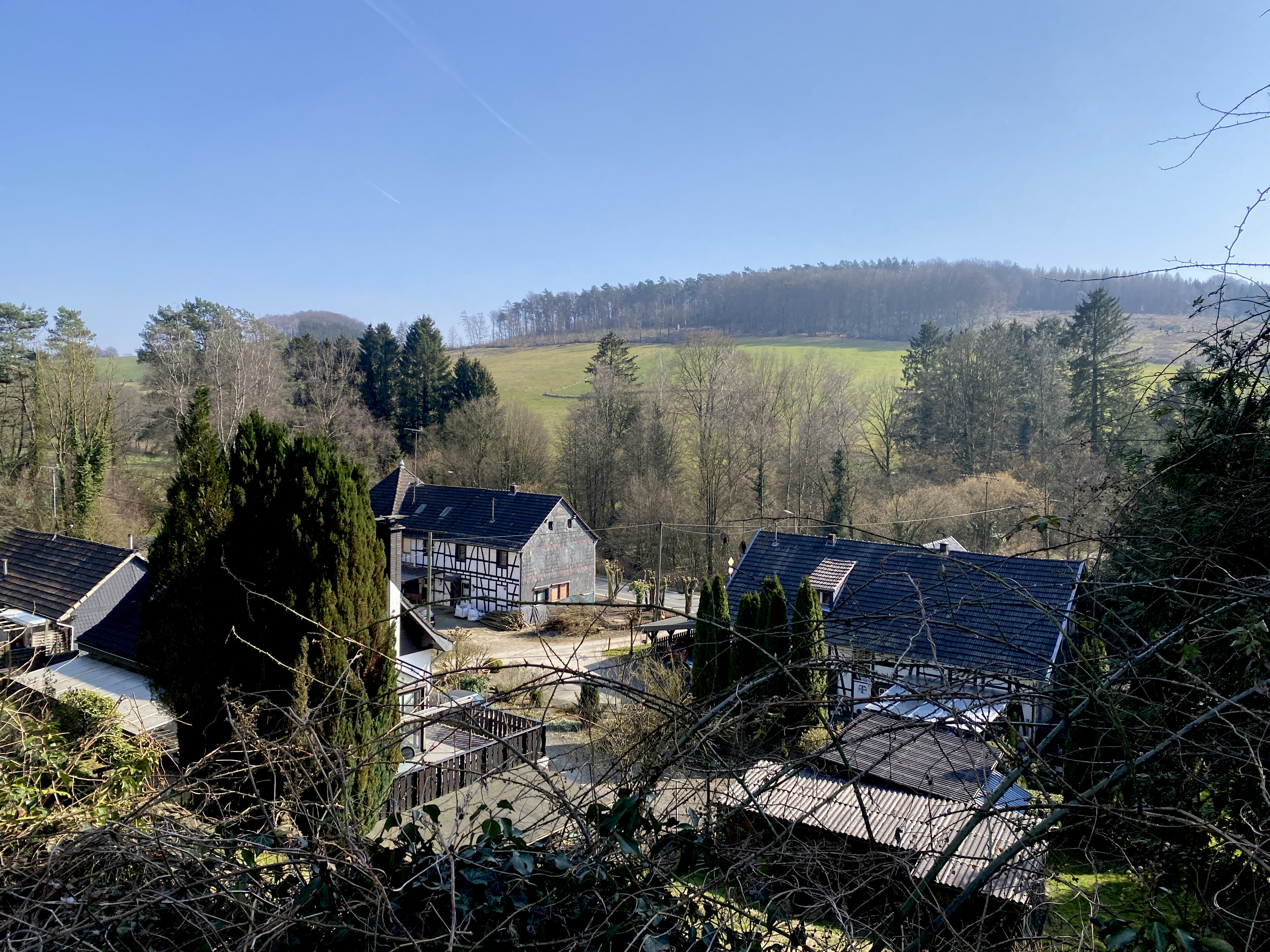
Klespe – Ansicht von der Straße nach Berg
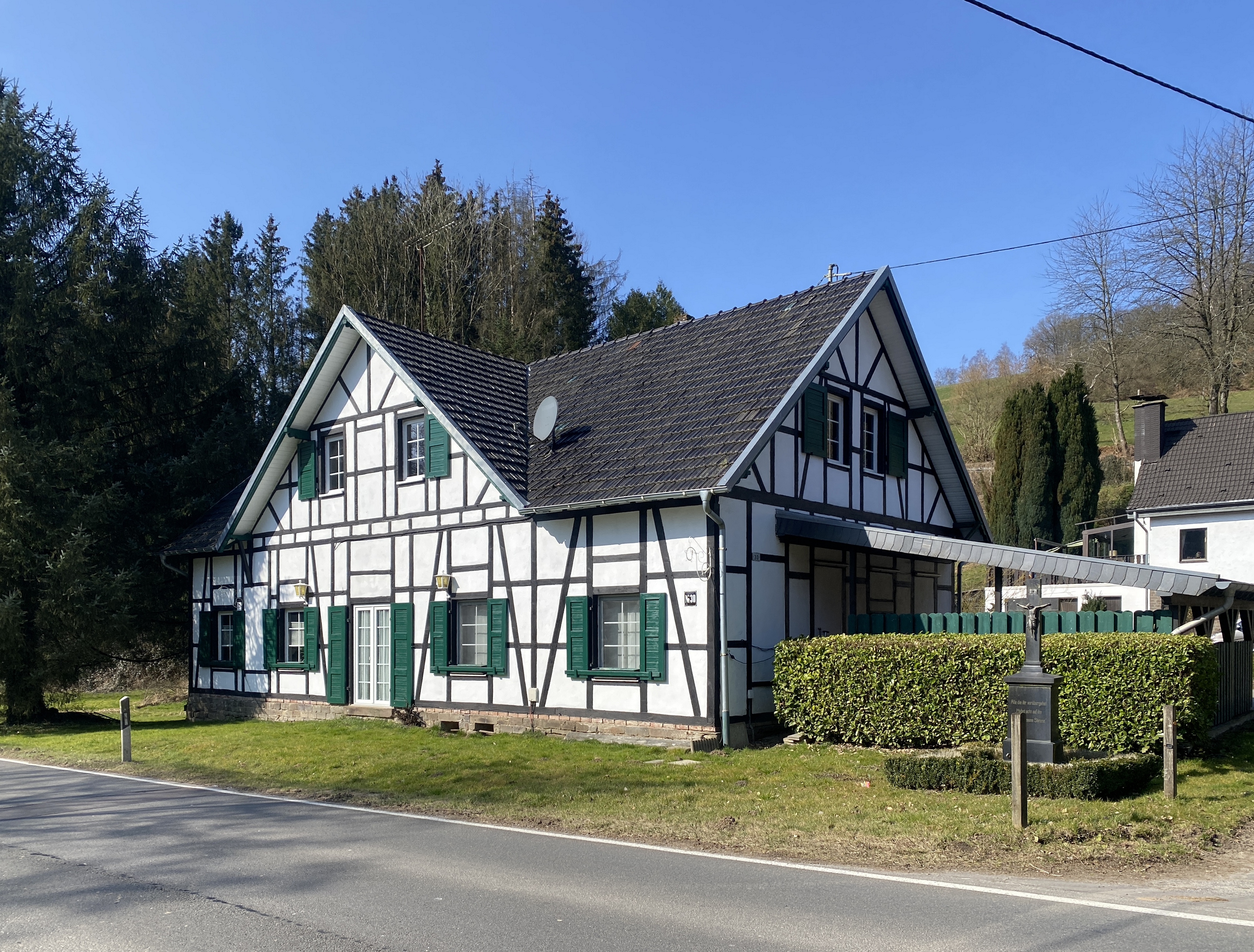
Klespe 30 mit Wegekreuz an der L 299
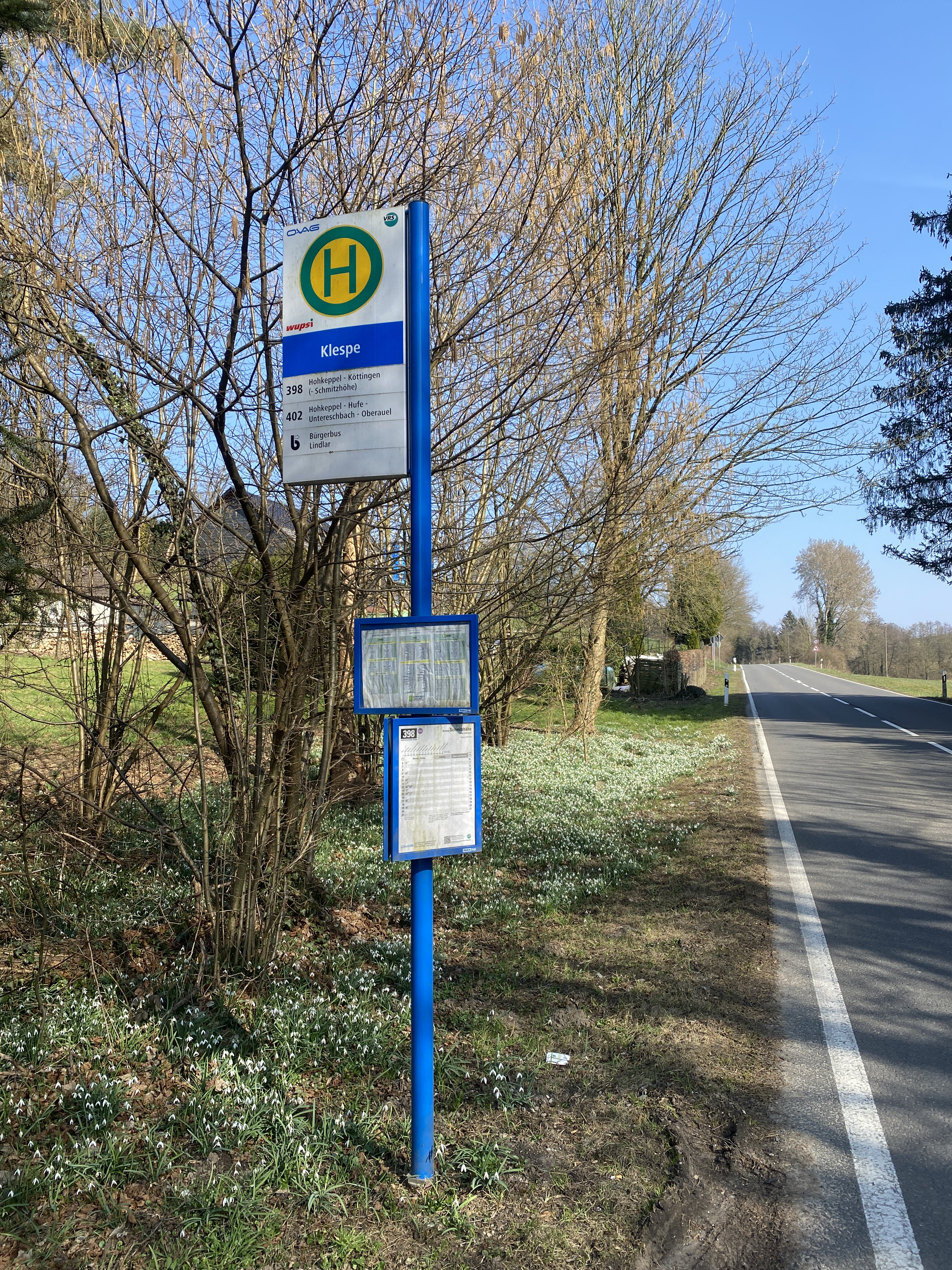
Bushaltestelle Klespe – Schneeglöckchen
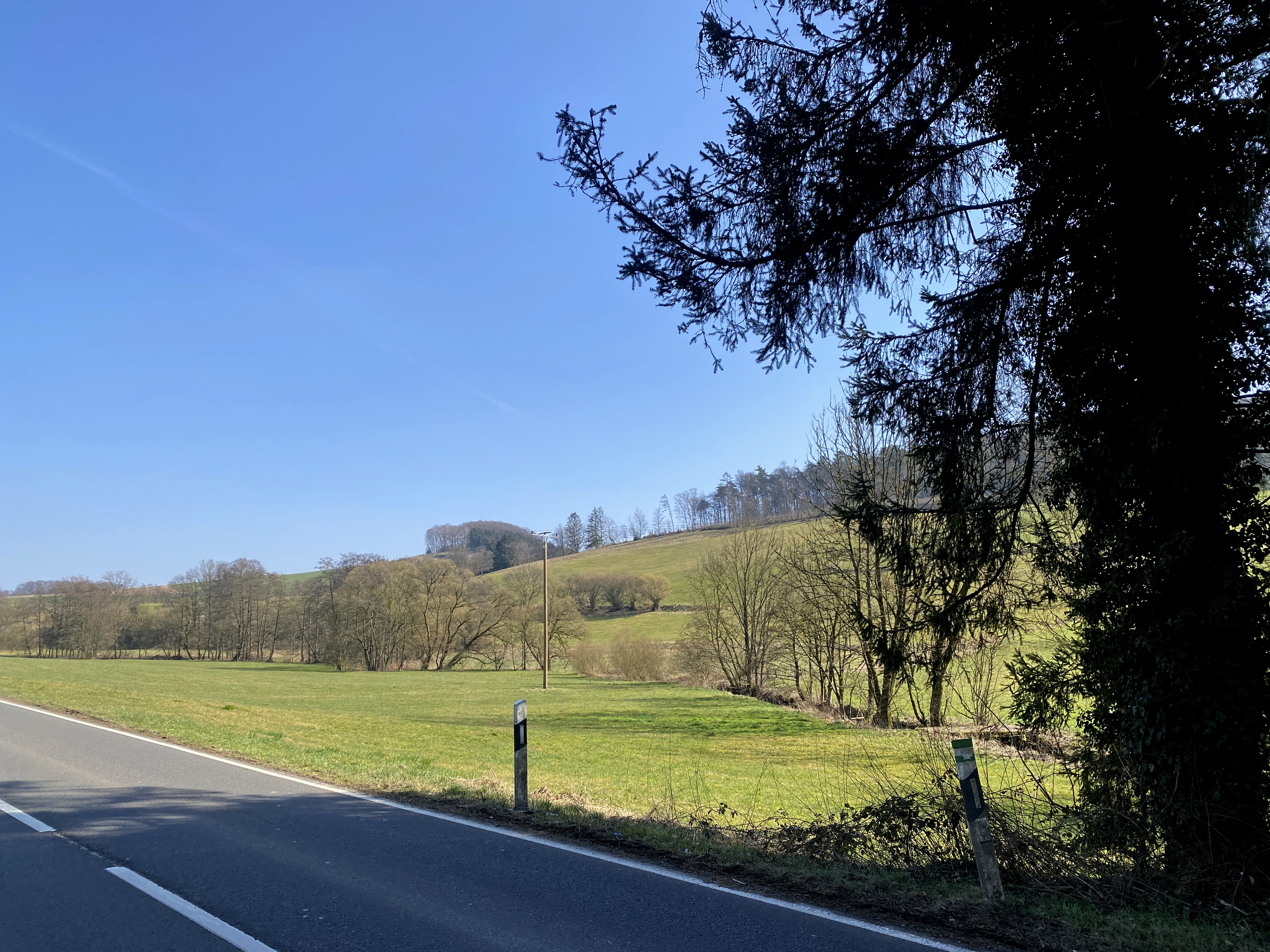
Bachaue Lennefe – L 299 in Klespe
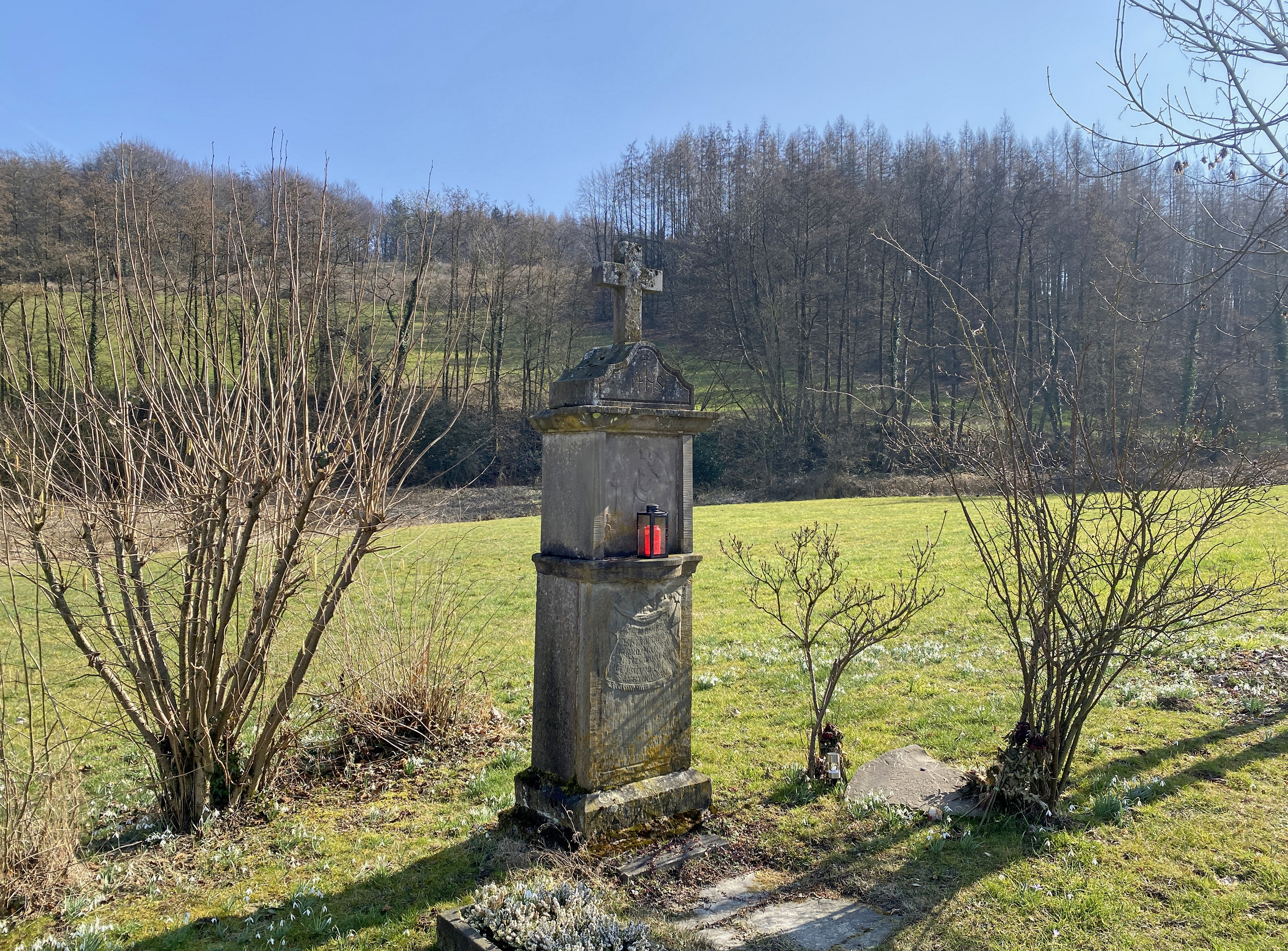
Baudenkmal Fußfall Klespe (1757)

## Busverbindungen
Haltestelle Klespe:
- 398 Lindlar – Hohkeppel – (Halfenslennefe) (OVAG)
- Bürgerbuslinie Lindlar – Hohkeppel